# Rafel Sastre Reus
Rafel Sastre Reus (Binissalem, 20 d'octubre de 1975) és un exfutbolista mallorquí que jugava de defensa i que va militar en equips de la primera i la segona divisió espanyoles. Després de la seva marxa de l'Sporting de Gijón l'estiu del 2011 fitxà per la SD Huesca de la [Segona divisió espanyola de futbol|[Segona Divisió espanyola]] i l'estiu del 2012 ho va fer pel Club Esportiu Atlètic Balears. És germà de Lluís Sastre Reus.

## Biografia
Començà la seva carrera al futbol professional en el Mallorca B entre els anys 1997-1999. El seu salt a la península el feu sota la disciplina del Cadis, que el mantingué en plantilla fins al 2001. A partir del llavors fitxà per l'Sporting de Gijón arribant a la màxima categoria amb l'ascens dels asturians el 2008. Durant diverses temporades fou el capità de l'equip asturià. Quan va acabar el seu contracte amb l'equip roig-i-blanc, i tot i la seva edat, va decidir continuar com a jugador professional, així arribà a un acord amb l'SD Huesca.